# Paruma Airport
Paruma Airport är en flygplats i Guyana.   Den ligger i regionen Cuyuni-Mazaruni, i den västra delen av landet, 300 km väster om huvudstaden Georgetown. Paruma Airport ligger 499 meter över havet.
Terrängen runt Paruma Airport är huvudsakligen kuperad. Paruma Airport ligger nere i en dal.  Trakten runt Paruma Airport är nära nog obefolkad, med mindre än två invånare per kvadratkilometer. I omgivningarna runt Paruma Airport växer i huvudsak städsegrön lövskog.